# Fléac
Fléac is een gemeente in het Franse departement Charente (regio Nouvelle-Aquitaine). De plaats maakt deel uit van het arrondissement Angoulême. Fléac telde op 1 januari 2022 3.856 inwoners.

## Geografie
De oppervlakte van Fléac bedroeg op 1 januari 2022 12,6 vierkante kilometer; de bevolkingsdichtheid was toen 306 inwoners per km².
De onderstaande kaart toont de ligging van Fléac met de belangrijkste infrastructuur en aangrenzende gemeenten.

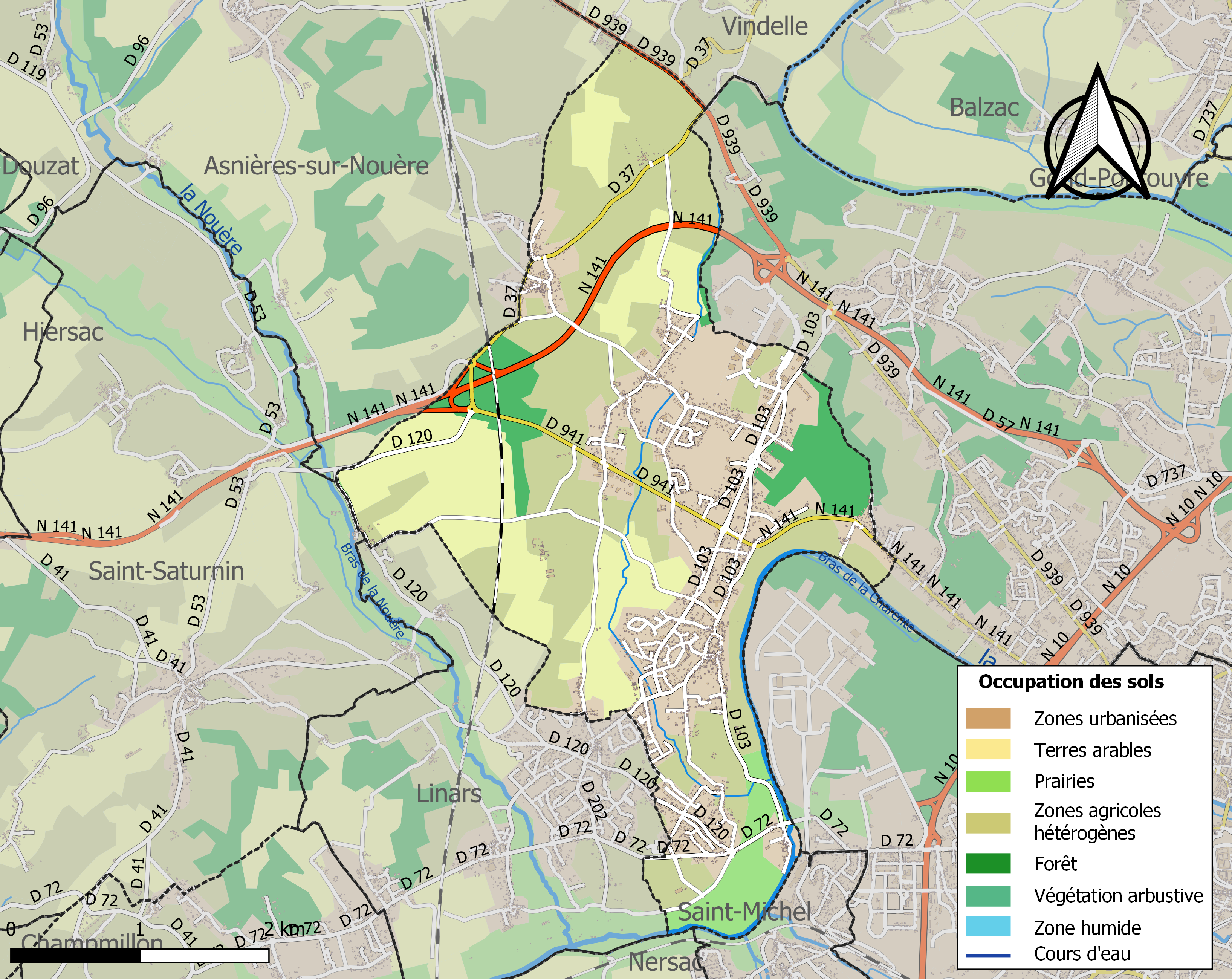

## Demografie
Onderstaande figuur toont het verloop van het inwonertal (bron: INSEE-tellingen).